# Milan Kroupa
Milan Kroupa (* 13. ledna 1974 Jablonec nad Nisou) je český politik a podnikatel, od listopadu 2018 do září 2019 primátor města Jablonec nad Nisou, bývalý člen hnutí ANO 2011.

## Život
Vystudoval bakalářský obor na Ekonomické fakultě Technické univerzity v Liberci (promoval v roce 1995 a získal titul Bc.).
Od roku 1998 působil jako podnikatel v oblasti telekomunikací, od roku 2004 je majitelem společnosti GREPA Networks. Firma zajišťuje od roku 2010 přenos dat jabloneckého městského kamerového systému, kvůli výši platby za služby od roku 2016 však s městem vede spor. Kroupa také od roku 2018 působí ve společnostech Rezidence Máca a Rezidence Sedmikráskov, které se zabývají pronájmem nemovitostí.
Milan Kroupa žije ve městě Jablonec nad Nisou, od roku 2010 je ženatý s Marcelou Kroupovou.

## Politická kariéra
V komunálních volbách v roce 2014 kandidoval jako nestraník za hnutí ANO 2011 do Zastupitelstva města Jablonec nad Nisou, ale neuspěl. Zvolen byl až ve volbách v roce 2018, kdy již jako člen hnutí ANO 2011 tamní kandidátku vedl. 
Koalici následně uzavřelo druhé hnutí ANO 2011, třetí Piráti, čtvrté uskupení "Společně pro Jablonec" (tj. Změna, KDU-ČSL a nezávislí kandidáti) a jeden zastupitel šestého uskupení Nová budoucnost pro Jablonec. Dne 15. listopadu 2018 byl Kroupa zvolen novým primátorem města Jablonec nad Nisou, vystřídal tak Petra Beitla z ODS.
V krajských volbách v roce 2016 kandidoval jako člen hnutí ANO 2011 do Zastupitelstva Libereckého kraje, ale neuspěl (skončil jako první náhradník).
Kroupova firma Grepa Networks v Jablonci nad Nisou v době jeho starostování provozovala pro městskou policii kamerový systém, od roku 2016 se to však dělo bez jakéhokoliv právního podkladu nebo smlouvy; Kroupa v roce 2018 (v té době už ve funkci primátora Jablonce), po městu jako jednatel firmy požadoval zaplacení dvou milionů korun za provozování kamerového systému v období 2016 - 2018 a odpouštění věcných břemen a zároveň požadoval uzavření nové smlouvy na další 4 roky v hodnotě rovněž 2 milionů korun, aniž by bylo jasné, jak k oběma částkám dospěl. 
V srpnu 2018 dokonce kamerový systém Jablonci na několik dní částečně a na půl dne úplně vypnul. 
Jako primátor rovněž vyhrotil vztahy se sousedním Libercem odmítnutím navýšit příspěvek Jablonce na provozování tramvaje mezi oběma městy natolik, že tramvajové lince hrozil konec. 

V polovině září 2019 vystoupil z hnutí ANO 2011 kvůli střetu zájmů a následnému rozpadu místní koalice. Dne 18. září 2019 byl pak odvolán z funkce primátora města Jablonec nad Nisou. Pro jeho odvolání bylo v tajném hlasování 18 z 29 přítomných zastupitelů. Důvodem k odvolání byly kromě výš zmíněná skutečnosti, že stál v čele města a zároveň byl i jednatelem společnosti Grepa Networks, která po městu chtěla dva miliony korun za provoz kamer ve městě, čímž došlo ke střetu zájmů, rovněž vnitřní neshody v koalici.
Jeho odvolání v té době na návštěvě Libereckého přivítal i předseda ANO Andrej Babiš slovy: "Takové lidi určitě nechceme, jsem rád, že se tak rozhodl"... "Pro mě je to neuvěřitelný příběh. Já vůbec nechápu, jak k tomu mohlo dojít. Ale já samozřejmě nemůžu znát všechny naše komunální politiky, je to otázka krajské organizace, ale pokud se tak rozhodl, je to pro nás jedině dobrá zpráva. 
V komunálních volbách v roce 2022 obhájil mandát jabloneckého zastupitele z pozice nestraníka za hnutí ANO.
Ve volbách do Senátu PČR v roce 2024 kandidoval jako nestraník za hnutí ANO v obvodu č. 35 – Jablonec nad Nisou. V prvním kole vyhrál, když získal 26,45 % hlasů. Ve druhém kole se utkal s členkou hnutí SLK Lenou Mlejnkovou, s níž prohrál poměrem hlasů 37,07 % : 62,92 %. Senátorem se tak nestal.